# Gan béo
Gan béo hay gan ngỗng vỗ béo (tiếng Pháp: foie gras) là món ăn đặc sản của Pháp làm từ gan ngỗng hay vịt được vỗ béo sau một thời gian nuôi ăn. Ngỗng được nuôi bằng cách ăn uống nhiều bắp nhất có thể để có bộ gan to.Nguồn gốc của món ăn này rất lâu đời và đã được pháp luật pháp định nghĩa là một phần của di sản văn hóa và ẩm thực quốc gia Pháp. Gan ngỗng là một món ngon phổ biến và nổi tiếng trong ẩm thực Pháp. Ngày nay, Pháp là quốc gia sản xuất và tiêu thụ gan ngỗng lớn nhất, tiếp theo là phần còn lại của Châu Âu, Hoa Kỳ và Trung Quốc.

## Lịch sử
Món gan ngỗng đã được miêu tả trên các bức bích họa trong một ngôi mộ 4.500 năm tuổi ở Saqqara, cho thấy tập tục nuôi cưỡng bức ngỗng đã có từ thời Ai Cập cổ đại. Người Ai Cập cổ đại đã nhồi ăn cho một số loài chim chân màng, bao gồm ngỗng bằng các hạt ngũ cốc rang hoặc làm ẩm, để khiến gan của chúng to ra
Cách nuôi này tiếp tục ở Hy Lạp cổ đại và dưới thời Đế quốc La Mã. Athenaeus và một số tác giả của Hy Lạp đã kể lại trong các tác phẩm của họ về việc người Hy Lạp thực hành vỗ béo vật nuôi để làm thịt bằng cho ăn lúa mì nghiền trộn nước. Pline l'Ancien thì mô tả việc người La Mã sử dụng những quả vả khô và nghiền nát, ủ ướt trong 20 ngày để làm mềm rồi ép những con ngỗng ăn. Vào thế kỷ 4, sách nấu ăn De re coquinaria đã ghi về công thức đầu tiên của món gan ngỗng. Món được gọi bằng tiếng Latinh là Jecur ficatum, được dịch theo nghĩa đen là "lá sung". Người xưa giữ lại từ ficatum hoặc figue (quả vả) cho tên của món, về sau gọi là figido trong thế kỷ 8, sau đó là fédié, feie trong thế kỷ 12 và cuối cùng là "gan". Gốc này được tìm thấy trong các ngôn ngữ Romance, chẳng hạn như tiếng Pháp, tiếng Ý, tiếng Bồ Đào Nha, tiếng Tây Ban Nha và tiếng Romania.
Từ thế kỷ 5 đến thế kỷ 16, có rất ít bằng chứng bằng văn bản hoặc hình tượng foie gras và phương pháp sản xuất của món này.
Các truyền thống làm món foie gras tiếp tục sau sự sụp đổ của đế chế La Mã ở Trung Âu, diễn ra trong ẩm thực của cộng đồng Do Thái. Người Do Thái thường dùng mỡ ngỗng để nấu ăn, vì bơ với thịt và mỡ lợn bị cấm trong ẩm thực của họ. Ngoài ra nguyên nhân khác là do dầu ô liu và dầu mè rất khó kiếm được ở Trung và Tây Âu. Người Do Thái truyền bá hoạt động chăn nuôi ngỗng, từ Alsace đến Urals, và cách khống chế ép ăn, đặc biệt là ở các khu vực nơi họ phát triển trồng ngô (được giới thiệu trong thế kỷ 17) và sau khi có sự phát triển của việc bảo quản thực phẩm ở Alsace (phát minh ra patê gan ngỗng ở Strasbourg vào khoảng năm 1780 bởi Jean-Pierre Clause, một đầu bếp của Louis Georges Érasme de Contades, đây có lẽ là một giai thoại nhưng công thức gan béo được cho có từ thời này) và Hungary. Nó được đề cập trong một cuốn sách dạy nấu ăn xuất bản ở Frankfurt vào năm 1581.
Tại Pháp, từ những năm 1980, quá trình công nghiệp hóa sản xuất diễn ra, dẫn đến khả năng phân phối rộng rãi gan béo. Các nhà sản xuất “bắt đầu sản xuất gan ngỗng và thịt vịt theo chuỗi, hứa hẹn việc tiêu thụ hàng loạt nhưng chất lượng cũng sụt giảm nghiêm trọng”.

## Sử dụng
Món này rất béo và có vị khác với gan ngỗng vịt thông thường. Ở Pháp, lễ Noel và đầu năm là lúc người dân tiêu thụ gan béo nhiều nhất. Gan béo có thể ăn cùng với bánh mì nướng, và có thể đi chung với một dạng mứt ngọt như mứt trái sung, hoặc trái táo tây áp chảo và thường thì đi chung với các loại rượu trắng ngọt (vin blanc liquoreux) như rượu Sauternes.

## Phản đối
Các tổ chức bảo vệ quyền động vật xem việc sản xuất món gan này là tàn nhẫn do cách thức buộc vịt, ngỗng ăn no quá mức và ảnh hưởng xấu lên sức khỏe vịt, ngỗng do có bộ gan to quá cỡ. Ở Hoa Kỳ và nhiều quốc gia khác, việc sản xuất gan béo là bất hợp pháp. Xem thêm Tranh cãi về gan ngỗng béo.

## Thư viện ảnh
|  |  |  |